# スティベン・プラサ
スティベン・リカルド・プラサ・カスティージョ（Stiven Ricardo Plaza Castillo, 1999年3月11日 - ）は、エクアドル・エスメラルダス県エロイ・アルファロ出身のサッカー選手。マサトランFC所属。ポジションはFW（センターフォワード）。

## クラブ歴

### インデペンディエンテ
2011年にCSノルテ・アメリカのユースチームに入団。その後2017年にインデペンディエンテ・デル・バジェと契約し、翌年リザーブリーグでプロデビュー。U-20のコパ・リベルタドーレスでトップチームデビューを果たし、そのプレーぶりをマンチェスター・ユナイテッドFCとマンチェスター・シティFCのクラブ関係者か高く評価したと言われている。
2018年6月11日の国内リーグのCDウニベルシダ・カトリカ・デル・エクアドル戦で、本格的にプロデビュー。8月12日のCSエメレク戦でプロ初ゴールを決め、2018年シーズンは22試合7得点を記録した。

### バリャドリード
2018年12月10日、翌年1月よりスペインのレアル・バリャドリードと2023年までの契約を締結。2019年2月16日のFCバルセロナ戦で、76分にトニ・ビジャとの交代でセルヒオ・ゴンサレス監督によって投入されリーガデビューとなった。
2020年8月9日、トルコのトラブゾンスポルへ2年間の期限付き移籍となることが発表された。9月26日のイェニ・マラティヤスポル戦で、87分にベニク・アフォベに代わりピッチに立ち加入後初出場となる。しかし負傷の影響もあり公式戦出場は3試合に止まり、1月29日にローンを打ち切った。
2021年2月4日、インデペンディエンテ・デル・バジェへ年末までのローンで復帰した。

## 代表歴
2018年10月、エクアドル代表監督に復帰したエルナン・ダリオ・ゴメスによってカタール戦、オマーン戦へ向けたメンバーとして招集される。12日のカタール戦で代表戦デビューを果たし、4-3で勝利した。

## タイトル
- U-20コパ・リベルタドーレス得点王 : 2018（7得点）
- エクアドル・セリエA年間最優秀新人選手 : 2018